# Gabriel de Avilés

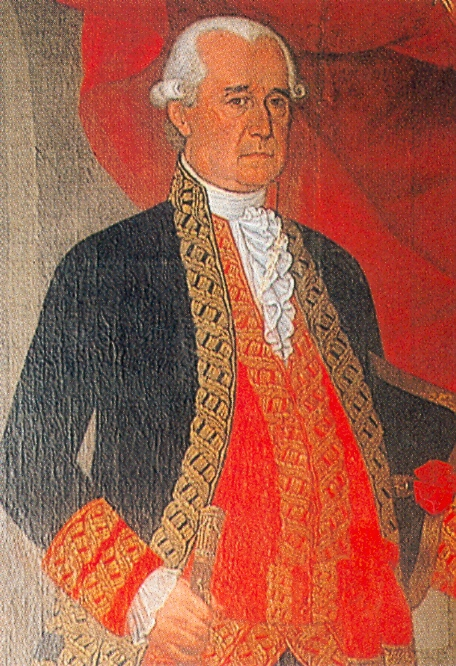
Gabriel de Avilés Itúrbide y del Fierro

Gabriel de Avilés Itúrbide y del Fierro, segundo marquês de Avilés, (Barcelona, 1735 - Valparaiso, 19 de setembro de 1810) foi um oficial militar espanhol e administrador colonial na América. Foi governador do Chile, vice-rei do Río de la Plata e vice-rei do Peru.

## Biografia
Gabriel de Avilés nasceu em Vic, na província de Barcelona, filho de José de Avilés, primeiro Marquês de Avilés, intendente de Aragão e Valência, e de Carmen del Fierro. Ele entrou no exército em uma idade jovem. Foi enviado ao Chile como um instrutor de cavalaria em 1768. Após dois anos em Arauco, ele foi enviado ao Peru como subinspetor geral do exército. Casou-se com Mercedes del Risco y Ciudad, uma peruana com uma reputação de tamanha bondade que ela era conhecida como la santa virreina.

Brasão de armas de Gabriel de Avilés, marquês de Avilés e vice-rei do Río de la Plata.

## No Peru
Em 1780 a revolta anti-espanhol de Túpac Amaru II estourou. Os rebeldes tiveram êxito num primeiro momento e houve temores de que a insurreição invadiria o vice-reinado inteiro. Avilés, agora coronel, foi enviado com um exército espanhol para a defesa de Cusco. Os reforços chegaram um dia antes de os rebeldes iniciaram um cerco à cidade. A força rebelde foi estimada em 60.000 homens. A situação não era fácil para os espanhois; estes temiam não só o cerco, mas também a possibilidade de uma revolta dos indígenas dentro da própria cidade.
No entanto, a resistência foi corajosa e bem sucedida. Túpac Amaru foi forçado a suspender o cerco e recuar para Tungasuca. O Vice-rei Agustín de Jáuregui enviou um exército de 22.000 homens em perseguição. Túpac Amaru foi derrotado, traído, capturado e, posteriormente, brutalmente executado, com toda a sua família.
Por seu esforço para sufocar a rebelião, Avilés foi promovido a brigadeiro em 1785 e nomeado governador de Callao.
Permaneceu no Peru até 1795, quando foi promovido Tenente-general e mandado de volta ao Chile, agora como governador.

## Governador do Chile
Ele assumiu o cargo em setembro de 1795, substituindo Ambrosio O'Higgins. (José de Rezabal y Ugarte serviu como governador interino).
Em Santiago, Avilés reconstruiu o Hospital San Juan de Dios. Reabriu o antigo colégio jesuíta de San Pablo, como um asilo para indigentes. Ele e o Cabildo (Câmara Municipal) de Santiago trabalharam em conjunto para melhorar as obras da ponte sobre o Rio Mapocho, a pavimentação das ruas, a limpeza, embelezamento e segurança da cidade. A capital ganhou a sua primeira iluminação pública. O governador visitou a colônia e ordenou a construção de igrejas e obras públicas em muitos lugares.
Avilés apoiou Manuel de Salas em seus projetos de estimular a produção de linho e a fundação da Academia de San Luis (1797).
Durante sua administração, o Tribunal do Consulado foi estabelecido. Este foi um tribunal que decidia questões comerciais e industriais.
Avilés permaneceu como governador até outubro de 1796, época em que foi trasferido para Buenos Aires como vice-rei do Río de la Plata.

## Vice-rei do Río de la Plata
Ele foi vice-rei de Buenos Aires até maio de 1801, quando foi promovido a vice-rei do Peru.

## Vice-rei do Peru
Mais uma vez, ele substituiu Ambrosio O'Higgins. Manuel Arredondo y Pelegrín, presidente da Real Audiência de Lima ocupava a posição de modo provisório, até à chegada de Avilés).
No final de seu mandato, em 1806, ele permaneceu em Lima durante alguns anos. Em 1810 embarcou para a Espanha, através do Estreito de Magalhães. Avilés ficou seriamente doente e foi forçado a parar em Valparaíso, onde morreu em 19 de setembro de 1810.
Aviles tinha uma reputação de boa índole, inteligente e piedoso.